# Theo Voorzaat

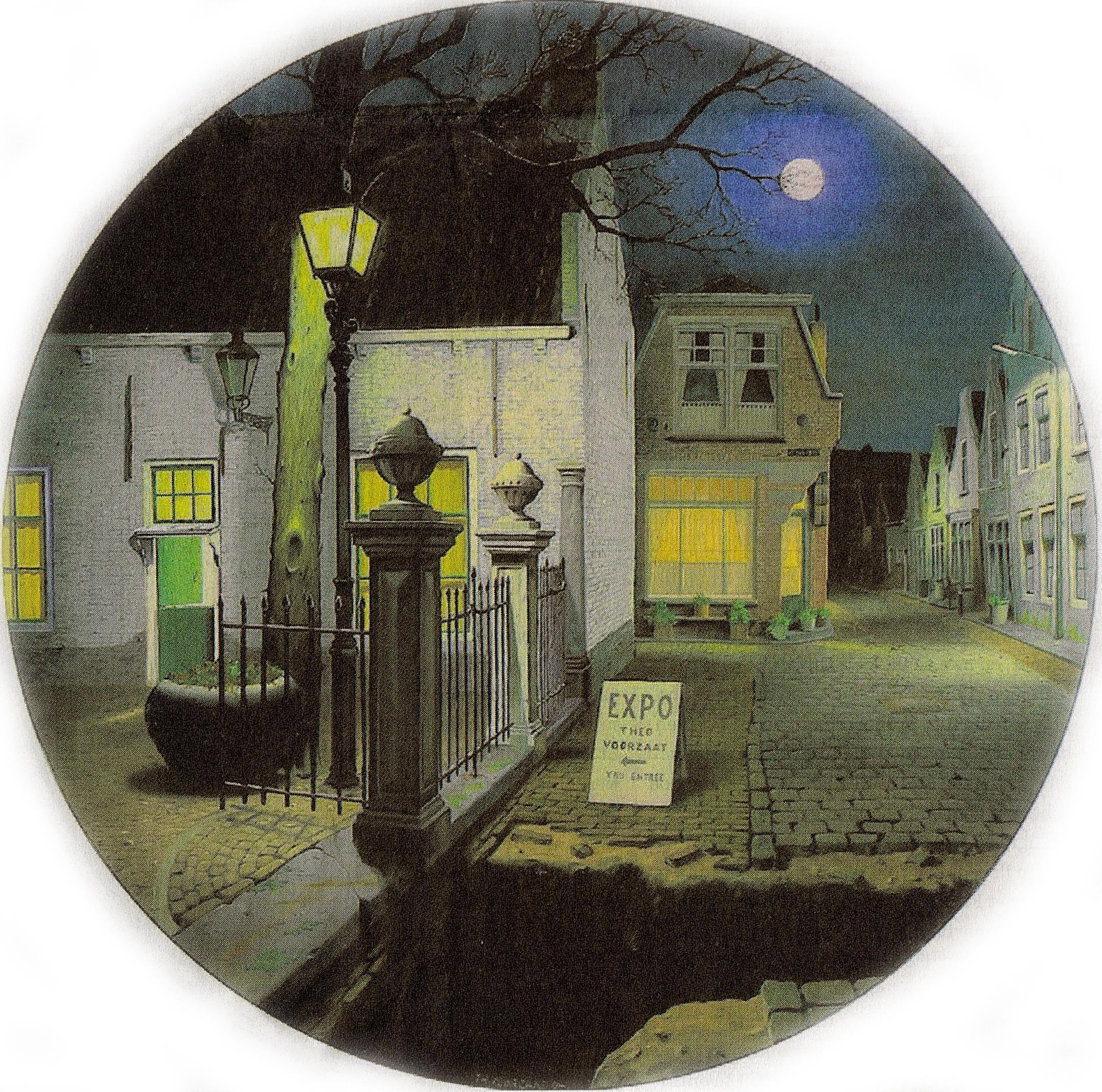

Theo Voorzaat (Rotterdam, 2 maart 1938 - Dreischor, 9 september 2024) was een Nederlands schilder. Zijn werk wordt gerekend tot het modern realisme.

## Werk
Voorzaat is voornamelijk autodidact. Onderwerp van zijn schilderijen zijn gebouwen uit het heden, die in verval zijn en geplaatst zijn in een toekomstig ogende wereld. Vaak keren hierin vervreemdende elementen als grote stenen bollen terug. Ook kennen de afbeeldingen vaak een bijzondere lichtval, die een positieve wending aan het wat naargeestige beeld geeft. Een ander deel van zijn werk bestaat uit stillevens met versleten voorwerpen.
De schilderijen zijn geschilderd met grote precisie, waardoor zijn werk hyperrealistische kanten heeft. Zijn werk is meestal te zien in zijn vaste galerie, Galerie Lieve Hemel in Amsterdam.

## Exposities
Theo Voorzaat exposeert sinds 1974 bij zijn vaste galerie Lieve Hemel in Amsterdam heeft een uitgebreide lijst met exposities. Voordat in Amsterdam een collectie wordt geëxposeerd is er een 'voorbezichtiging' van zijn werk in Zierikzee. Daarnaast exposeerde hij eenmaal (1973) bij Galerie Liernur (Den Haag) en Galerie de Fiets (Delft) en in het gemeenschapshuis van Dreischor. Zijn werk was daarnaast te zien op meerdere buitenlandse beurzen / exposities, te weten: Art Basel (1982 en 1983), Galerie Kunstforum, Schelderode, Belgium (1984) In New York ('84 en '85) in Michigan (1985) Athene (1986) en Antwerpen (1986).

### Kunstbeurzen in Nederland
Voorzaats werk is geëxposeerd op vrijwel alle grote Nederlandse Kunstbeursen, zoals: Tefaf (Maastricht), PAN, KunstRAI en Realisme (Amsterdam) alsmede op Art Fairs in Den Bosch, Utrecht en Breda.

### Exposities in musea
Werk van Theo Voorzaat was te zien in: het Westfries Museum Hoorn 1986 met het schilderij Vertrek uit Istanbul, in 2007 een solo-expositie in Marie Tak van Poortvliet Museum in Domburg; dit museum heeft sinds 2008 een werk van hem in de vaste collectie en in 2018 met een solo-expositie Overlevingsdrang in het Stadhuismuseum te Zierikzee. Ook heeft dit museum sinds 2018 werk van Theo Voorzaat in zijn vaste collectie.

## Persoonlijk
Theo Voorzaat was geruime tijd woonachtig in Dreischor. Hij heeft twee zonen en ook kleinkinderen. Theo is op 9 september 2024 op 86-jarige leeftijd overleden.

## Publicaties
- Theo Voorzaat - Uitgave Galerie Lieve Hemel (1982). Tekst Koen Nieuwendijk.
- Theo Voorzaat - De Illusie (2007). Tekst R.J. Swiers. Uitgever den Boer/de Ruiter.
- Theo Voorzaat - Licht van Mededogen / Light of Compassion (1999). (Nederlands/Engels, cat., 16 p.)
- Theo Voorzaat - Biografie & Oeuvre catalogus (2024). Tekst Marco van der Meij.